# Bitwa pod Kurowicami

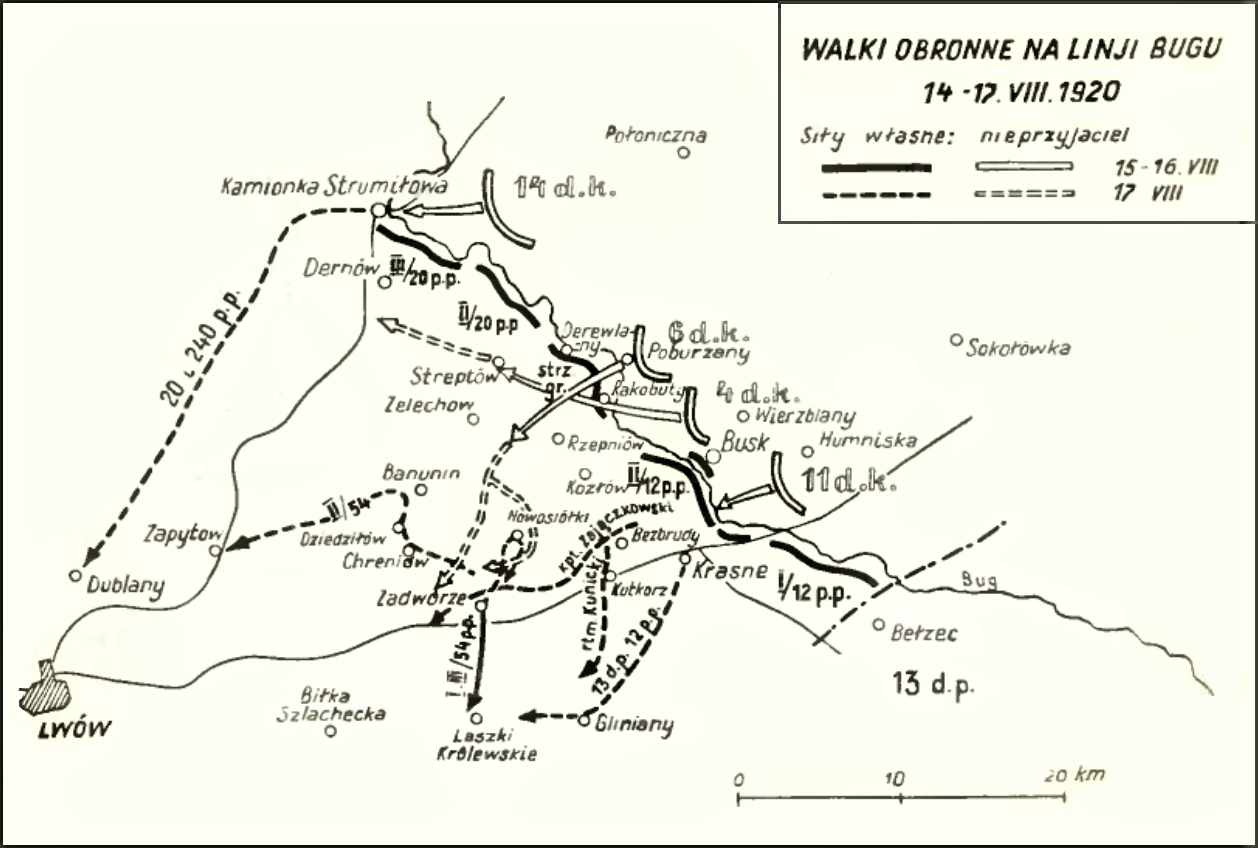
Otton Laskowski (red.)
Encyklopedja wojskowa, T. 4

Bitwa pod Kurowicami – walki polskiego 45 pułku piechoty Strzelców Kresowych ppłk. Michała Bajera z oddziałami sowieckiej 6 Dywizji Kawalerii Iosifa Apanasienki i 11 Dywizji Kawalerii Fiodora Morozowa toczone w okresie ofensywy Frontu Południowo-Zachodniego w czasie wojny polsko-bolszewickiej.

## Geneza
Na przełomie lipca i sierpnia na ukraińskim teatrze działań wojennych toczyły się walki pod Brodami i Beresteczkiem. Stanowiły one fazę wstępną wielkiej operacji nazwanej w polskiej historiografii Bitwą Lwowską
Po pięciu dniach bitwy, szala zwycięstwa zaczęła przechylać się na stronę polską. Jednak sytuacja na Froncie Północnym, a szczególnie upadek Brześcia, zmusiła Naczelne Dowództwo Wojska Polskiego do przerwania bitwy.
W tym czasie dowódca sowieckiego Frontu Południowo-Zachodniego Aleksander Jegorow nakazał 1 Armii Konnej Budionnego zdobyć Lwów. Jej dywizje wdarły się w słabo obsadzoną lukę między polskimi 2 i 6 Armią, a 7 sierpnia pod Szczurowicami sforsowały Styr. 6 i 14 Dywizja Kawalerii z 45 Dywizją Strzelców miały działać zaczepnie w kierunku na Radziechów–Chołojów–Dobrotwór–Kamionkę Strumiłową, zaś 4 i 11 Dywizja Kawalerii na Busk. Północne skrzydło 1 Armii Konnej osłaniała walcząca pod Łuckiem 24 Dywizja Strzelców, a południowe 45 Dywizja Strzelców. 
Działania opóźniające na tym kierunku prowadziła Grupa Operacyjna Jazdy generała Jana Sawickiego, a 3 Armia gen. Zygmunta Zielińskiego pozostawała jeszcze nad Styrem do 5 sierpnia; następnie rozpoczęła odwrót. Po nieudanych próbach zatrzymania 1 Armii Konnej na wschód od Bugu, dowódca Frontu Południowego, gen. Wacław Iwaszkiewicz, wydał 14 sierpnia rozkaz zajęcia nowej linii obrony, przebiegającej wzdłuż górnego biegu Bugu i Strypy. 
O świcie 15 sierpnia 11 Dywizja Kawalerii Fiodora Morozowa uderzyła na Busk i Krasne. Dwudniowe walki w tym rejonie zakończyły się dla Polaków niepomyślnie, a dowódca 6 Dywizji Piechoty gen. Mieczysław Linde wydał swoim oddziałom rozkaz odwrotu przez Laszki Królewskie na Lwów. Odwrót osłaniał 44 pułk piechoty Strzelców Kresowych, który do wieczora odpierał pod Krasnem ataki 11 Dywizji Kawalerii, a dopiero na rozkaz dowódcy 13 Dywizji Piechoty gen. Stanisława Hallera około 22.00 rozpoczął odwrót w kierunku na Biłkę Szlachecką. 
Odwrót w kierunku Lwowa rozpoczęły też pozostałe pułki 13 Dywizji Piechoty, aby osłonić miasto przed spodziewanym atakiem sowieckiej kawalerii.

## Walki pod Kurowicami
18 sierpnia przed południem 44 pułk piechoty Strzelców Kresowych płk. Antoniego Szyllinga otrzymał rozkaz zajęcia stanowisk na wschód od Lwowa, powstrzymania naporu kawalerii sowieckiej i ułatwienia odwrotu opóźnionej XXVI Brygady Piechoty. 
W tym czasie XXVI Brygada Piechoty cofała się na Kurowice i Winniki. W awangardzie maszerował 45 pułk piechoty Strzelców Kresowych ppłk. Michała Bajera, wzmocniony 2 i 3 baterią 13 pułku artylerii polowej. Oddziały sowieckiej 6 Dywizji Kawalerii Iosifa Apanasienki prowadziły pościg równoległy. Walkę prowadziła artyleria i pododdziały ubezpieczeń bocznych obu stron. Przed południem 18 sierpnia oddziały 11 Dywizji Kawalerii wyprzedziły maszerującą polską piechotę, zajęły stanowiska na zachód od Kurowic i zagrodziły XXVI Brygadzie Piechoty drogę na Lwów. 
II batalion 45 pułku piechoty kpt. Wincentego Rusieckiego po wyjściu z Kurowic został ostrzelany ogniem artylerii i broni maszynowej. Dowódca batalionu rozwinął swój pododdział i zepchnął nieprzyjaciela  w kierunku na Mogiłę. Tutaj jednak został zatrzymany silnym ogniem karabinów maszynowych na taczankach. Tym samym zatrzymana została kolumna marszowa całego 45 pułku piechoty. Wówczas z kierunku północno-zachodniego Sowieci wyprowadzili natarcie. Baterie 13 pułku artylerii polowej zajęły stanowiska po obu stronach drogi (bateria 13 pułku artylerii ciężkiej bezpośrednio na drodze) i przystąpiły do zwalczania sowieckiej broni maszynowej pod Mogiłą. Przeciwko atakującym kozakom płk Michał Bajer skierował I batalion kpt. Bronisława Grzebienia. Ten uszykował swój batalion w dwuszereg, a karabiny maszynowe rozmieścił na skrzydłach. Szarżującą sowiecką kawalerię dopuszczono na 600 m i rozpoczęto walkę ogniową. Kawaleryjska szarża załamała się około 150 kroków od ugrupowania polskiej piechoty. 
Kolejne szarże Sowieci wyprowadzili od zachodu i od północy. W odpowiedzi batalion rozwinął się wzdłuż drogi, ruszył do ataku i zepchnął przeciwnika na północny zachód. Atakujące polskie kompanie powstrzymał jednak ogień sowieckich baterii artylerii, a sowieckie dowództwo wprowadziło do walki świeże oddziały ze składu 6 Dywizji Kawalerii. Uderzyły one na czoło i skrzydła I i II batalionu 45 pułku piechoty. W niektórych miejscach pękła polska obrona, ale działania kompanii odwodowych w walce wręcz odtworzyły przedni skraj obrony. Po tej akcji przeciwnik zaczął wycofywać się na północny wschód. Pojedynek artyleryjski trwał jeszcze do godziny 22.00. Po północy oddziały XXVI Brygady Piechoty podjęły dalszy marsz odwrotowy w kierunku Lwowa.

## Bilans walk
Walka pod Kurowicami była jedną z bitew toczonych przez polską piechotę, które opóźniały marsz 1 Armii Konnej Siemiona Budionnego i dawały czas na zorganizowanie obrony miasta. Straty polskie to około 30 zabitych i rannych. Za bohaterstwo wykazane w boju pod Kurowicami 18 oficerów i żołnierzy 45 pułku piechoty Strzelców Kresowych zostało udekorowanych srebrnym krzyżem Virtuti Militari.